# Grevillea pluricaulis
Grevillea pluricaulis är en tvåhjärtbladig växtart som först beskrevs av Mcgill., och fick sitt nu gällande namn av P.M. Olde & N.R. Marriott. Grevillea pluricaulis ingår i släktet Grevillea och familjen Proteaceae. Inga underarter finns listade i Catalogue of Life.